# Iassomorphus drakensteini
Iassomorphus drakensteini är en insektsart som beskrevs av Naudé 1926. Iassomorphus drakensteini ingår i släktet Iassomorphus och familjen dvärgstritar.

## Underarter
Arten delas in i följande underarter:
- I. d. monticolus
- I. d. theroni